# Зита
Вижте пояснителната страница за други личности с името Зита.
Света Зита (ок. 1212 – 27 април 1272) е италианска светица, покровителка на прислужниците и домашните слуги. Към нея също така се отправят молитви за откриване на изгубени ключове.

## Живот
Света Зита е родена в Тоскана в село Монсаграти, недалеч от Лука, където, на дванадесетгодишна възраст, тя става прислужница на семейство Фатинели. Дълго време тя е несправедливо презирана, пренатоварвана, ругана и често бита от нейните работодатели, както и от останалите слуги, заради нейната усърдна работа и очевидна доброта. Непрекъснатият тормоз обаче се оказва безсилен да я лиши от нейния вътрешен покой, нейната любов към онези, които я наскърбяват и нейното уважение към работодателите ѝ. Чрез тази смирена и покорна въздържаност Зита в крайна сметка успява да преодолее злобата на останалите слуги и на господарите ѝ дотолкова, че е назначена за домоуправител на цялата къща. Нейната вяра ѝ позволява да упорствува срещу оскърбленията, а непроменливото ѝ благочестие постепенно тласка семейството към религиозно пробуждане.
Зита често казвала на останалите, че верността е фалшива, ако е ленива. Тя считала труда си за назначение, дадено ѝ от Бог и за част от нейното покаяние, като се подчинявала на господаря и господарката си във всяко едно отношение, тъй като Бог я бил поставил в тяхната власт. Винаги ставала няколко часа преди останалата част от семейството и използвала значителна част от времето, през което другите спяли, за да се моли. Стремяла се всяка сутрин да слуша литургията с голяма преданост, преди да се наложи да изпълни служебните си задължения, които тя изпълнявала по цял ден с такава прецизност и точност, сякаш била носена от криле, като учела при всяка удобна възможност.
Един анекдот разказва случка, в която Зита раздала цялата си храна, или тази на господаря си, на бедните. Една сутрин, докато трябвало да опече хляб, тя отишла да помогне на някого в нужда. Някои от останалите слуги се погрижили Фатинели да разберат какво се е случило; когато те отишли да проучат въпроса, твърдят, че открили ангели в кухнята, които печали хляба вместо нея.

## Смърт и канонизация
Св. Зита починала мирно в дома на Фатинели на 27 април 1272. Казват, че звезда се появила над тавана, под който тя спяла в момента на смъртта ѝ. По това време тя била шестдесетгодишна и била служила на семейството 48 години. По времето, когато починала, тя практически вече била почитана като светица от тях. След като сто и петдесет чудеса, направени от нея като начин на застъпничеството ѝ, били юридически доказани, тя била канонизирана през 1696.
Тялото ѝ, ексхумирано през 1580, е открито неизгнило и днес е изложено за публично поклонение в базиликата на свети Фридиан в Лука.
Празникът ѝ в римокатолическата църква е 27 април. На този ден семействата опичат самун хляб в чест на празника ѝ.